# Titularbistum Comana Pontica

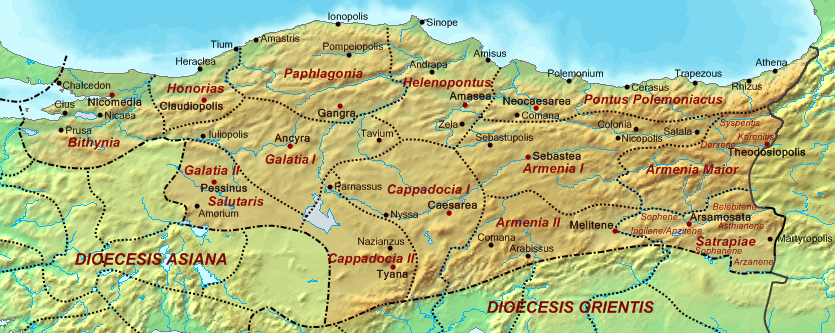
Lage von Comana im Pontus Polemoniacus um 400 n. Chr.

Das Bistum Comana Pontica (lateinisch Dioecesis Comanena Pontica) ist ein Titularbistum der römisch-katholischen Kirche. 
Es geht auf einen früheren Bischofssitz in der antiken Stadt Comana Pontica in der römischen Provinz Cappadocia zurück. In der Spätantike bildete der Bistum einen Teil des Pontus Polemoniacus an der Schwarzmeerküste.  Er gehörte der Kirchenprovinz Neocaesarea in Ponto an. Der Bischofssitz liegt heute im nordöstlichen Anatolien in der Türkei.
| Titularbischöfe von Comana Pontica |                                |                                          |                   |                    |
| Nr.                                | Name                           | Amt                                      | von               | bis                |
| 1                                  | Benito Lascano y Castillo      | Weihbischof in Córdoba (Argentinien)     | 19. Oktober 1830  | 11. Juli 1836      |
| 2                                  | John William Campling MHM      | Apostolischer Vikar von Obernil (Uganda) | 13. Mai 1925      | 23. September 1961 |
| 3                                  | Vicente Felicísimo Maya Guzmán | Prälat von El Oro (Ecuador)              | 29. November 1963 | 31. Januar 1969    |